# Milton Propper
Pour les articles homonymes, voir Propper.
Milton Propper, né en 1906 en Pennsylvanie aux États-Unis et mort en 1962, est un écrivain américain, auteur de roman policier.

## Biographie
Il fait des études à l'université de Pennsylvanie où il obtient un diplôme de droit. Il travaille comme critique littéraire et critique de théâtre pour The Public Ledger.
En 1929, il publie son premier roman The Strange Disappearance of Mary Young suivi en 1930 de Mort d'un financier (The Ticker-Tape Murder). Il crée le personnage de Tommy Rankin, jeune détective de la police de Philadelphie. Son style d'écriture de type de procédure criminelle rappelle celui de Freeman Wills Crofts.
Il publie quatorze romans avant de renoncer à l’écriture après la publication de The Blood Transfusion en 1943. Il se suicide en 1962.

## Œuvre

### Romans
- The Strange Disappearance of Mary Young (1929)
- The Ticker-Tape Murder (1930)
  - Mort d'un financier, L'Empreinte no 85 (1935)
- The Boudoir Murder (1931) (autre titre And Then Silence)
- The Student Fraternity Murder (1932) (autre titre Murder of an Initiate)
- The Divorce Court Murder (1934)
- The Family Burial Murders (1934)
- The Election Booth Murder (1935) (autre titre Murder at the Polls)
- One Murdered, Two Dead (1936)
- The Great Insurance Murders (1937)
- The Case of the Cheating Bride (1938)
- Hide the Body! (1939)
- The Station Wagon Murder (1940)
- The Handwriting on the Wall (1941) (autre titre You Can't Gag the Dead)
- The Blood Transfusion (1943) (autre titre Murders in Sequence)